# Museum Europäischer Kulturen
Het Museum Europäischer Kulturen is een van de drie musea van het museumcomplex Musea Berlin-Dahlem in Berlijn en behoort tot de Staatliche Museen zu Berlin.

## Collectie
Het zwaartepunt van de collectie ligt bij kunst- en cultuurobjecten van Europese volkeren en etnische groeperingen.
Met meer dan 270.000 museumstukken is het museum een van de belangrijkste in zijn soort van de wereld.
Het museum heeft geen permanente expositie, maar toont de collectie uitsluitend in kortdurende of meerjarige thematische tentoonstellingen.

## Geschiedenis
In 1889 werd in Berlijn het eerste Duitse Museum für deutsche Volkstrachten und Erzeugnisse des Hausgewerbes gesticht, waaruit in 1904 het Museum für Völkerkunde ontstond met een aparte afdeling Eurazië vanaf 1934. In dat jaar kreeg het museum een eigen status als Staatliches Museum für Deutsche Volkskunde.
Gedurende de Tweede Wereldoorlog ging 80% van de museumcollectie verloren. Na 1945 ontstonden in de twee delen van Berlijn afzonderlijke volkenkundige musea , die in 1992 werden samengesmolten tot een nieuw Museum für Volkskunde. Het zwaartepunt van de verzameling lag bij volkscultuur, folklore, gebruiken, ambachten en voorwerpen uit het dagelijks leven in Europa.
In 1999 werd de verzameling afgesplitst van het Ethnologisches Museum en als Museum Europäischer Kulturen ondergebracht in het museumcomplex in Berlin-Dahlem.